# حناء يوهانسون
حناء يوهانسون (بالسويدية: Henna Johansson)‏ هي مصارعة الهواة سويدية، ولدت في 1 مايو 1991 في ياليفاره في السويد.

## وصلات خارجية
- حناء يوهانسون على موقع قاعدة بيانات المصارعة الدولية (الإنجليزية)
- حناء يوهانسون على موقع اللجنة الأولمبية الدولية (الإنجليزية)
- حناء يوهانسون على موقع أوليمبيديا (الإنجليزية)
- حناء يوهانسون على موقع اللجنة الأولمبية السويدية (السويدية)